# Linggawangi
Linggawangi is een bestuurslaag in het regentschap Tasikmalaya van de provincie West-Java, Indonesië. Linggawangi telt 4312 inwoners (volkstelling 2010).